# Стефан Гузи
Штефан Гузі (народився 1980 року) — німецький художник-плакатист, що мешкає в Берліні.

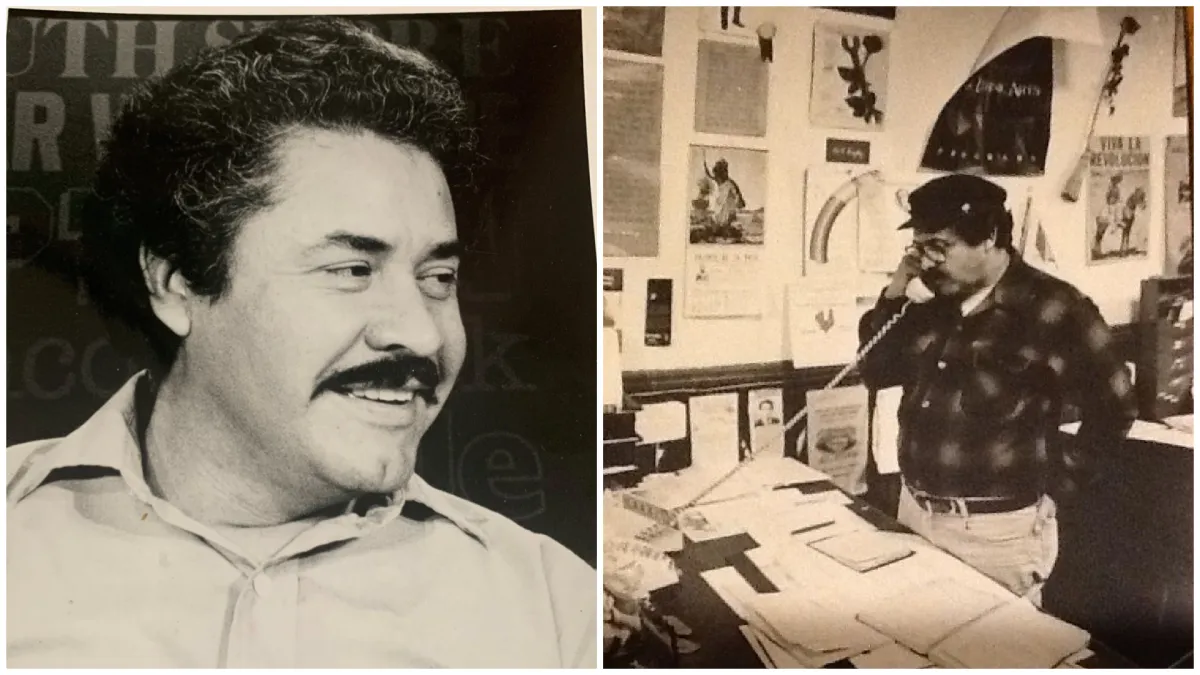
Митець під час роботи

У 2007 році він вивчив візуальну комунікацію в Берлінському університеті мистецтв, де навчалася у Штефана Гузи майстерата Даніели Хауффе/Детлефа Фідлера. Студія Zwölf, яку він заснував разом зі своїм партнером Бйорном Віде у 2001 році, відома своїми типографічними плакатами для інді-рок виконавців, таких як Хосе Гонсалес, Вільям Фіцсіммонста Блонді Ред. Він отримав численні міжнародні нагороди, зокрема «Найкращий плакат 2007» (Клубарт-директорів), Сертифікат типографічної майстерності Клубу типографів та нагороду AIGADesignAward. Його роботи виставлялися на бієнале плакатав Тоямі (2009), Лахті (2009)та Тегерані (2009). [3]
У 2011 році була обрана до складу журі ADC 90thDesignAwards. [1]
Разом зі своїм партнером по студії Бйорном Відеу 2016 році він став членом Міжнародного альянсу графіків (Alliance Graphique Internationale).[1]

## Зовнішніпосилання
- Zwölf (студія дизайну)[3]
- https://blockclubchicago.org/2022/08/31/jose-gamaliel-gonzalez-pioneer-of-chicagos-latino-art-scene-dies-at-89-art-was-his-way-of-making-an-impact/
- https://www.artnet.de/künstler/josé-gonzalez-2/